# Hottinger & Cie
Grupo Hottinger, una empresa internacional de gestión patrimonial con sede en Londres que ofrece family office, banca de inversión y otros servicios financieros asociados.
Hottinger es conocido como uno de los primeros bancos privados creados el 1 de agosto de 1786 por la familia Hottinger.
Hoy en día, el banco privado suizo está en el centro del Grupo Hottinger. El grupo está presente en las siguientes ciudades: Ginebra, Dublín, Londres, Nueva York. El grupo Hottinger está especializado en la administración de fortunas y en los fondos de inversión.

## El Grupo
| - Hottinger & Co Limited, Londres - Hottinger Family Office Limited Dublín - Hottinger Group, Ginebra - Hottinger Capital Corporation, Nueva York - Hottinger US Inc., Nueva York |

## Historia
El banco Rougemont Hottinger & Cie fue creado en París por Jean-Conrad Hottinger en 1786. El banco estaba ubicado en el Hôtel de Beaupreaux frente al Banque de France.

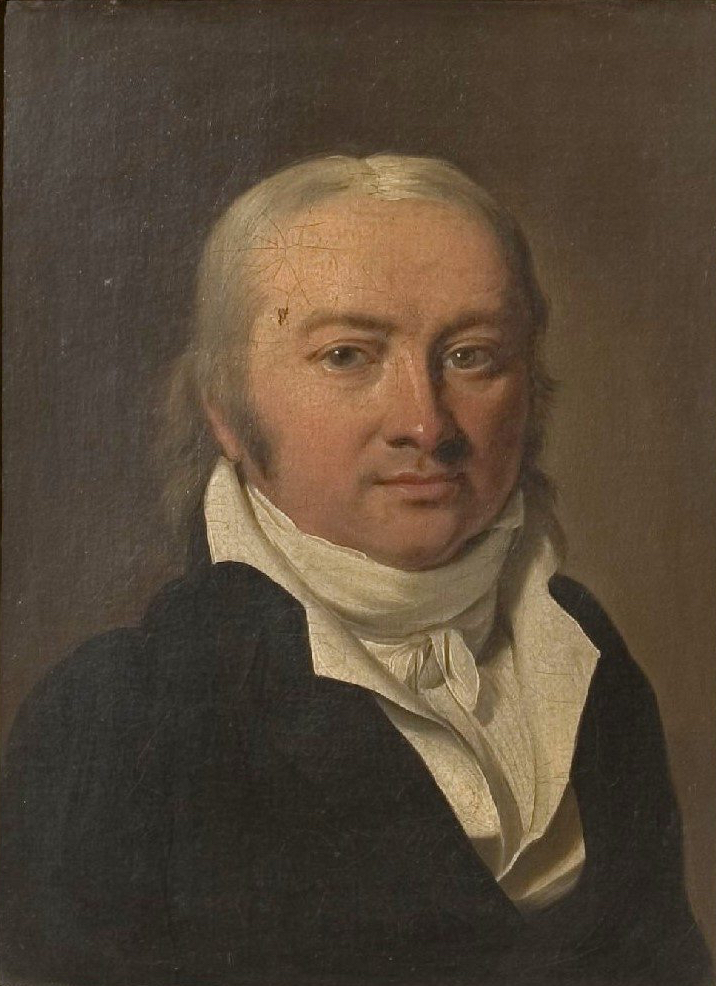
Jean Conrad Hottinguer (Boilly)

La asociación con Denis de Rougemont terminó efectivamente el 15 de octubre de 1790, cuando Jean-Conrad Hottinger se independizó y lanzó Hottinger & Cie.
Alrededor de 1799, Jean-Conrad agregó una 'u' a su apellido para mantener la pronunciación correcta del nombre en francés.
En 1803, Francia estableció un consejo de quince altos banqueros (haute banques).  Estos individuos eran conocidos como Regentes, con el consejo de Regentes actuando como el banco central francés durante 143 años hasta que fue nacionalizado en 1946. Jean Conrad fue nombrado Regente de la Banque de France el 18 de agosto de 1803, con una sucesión del barón Hottinguer sentado en el consejo.

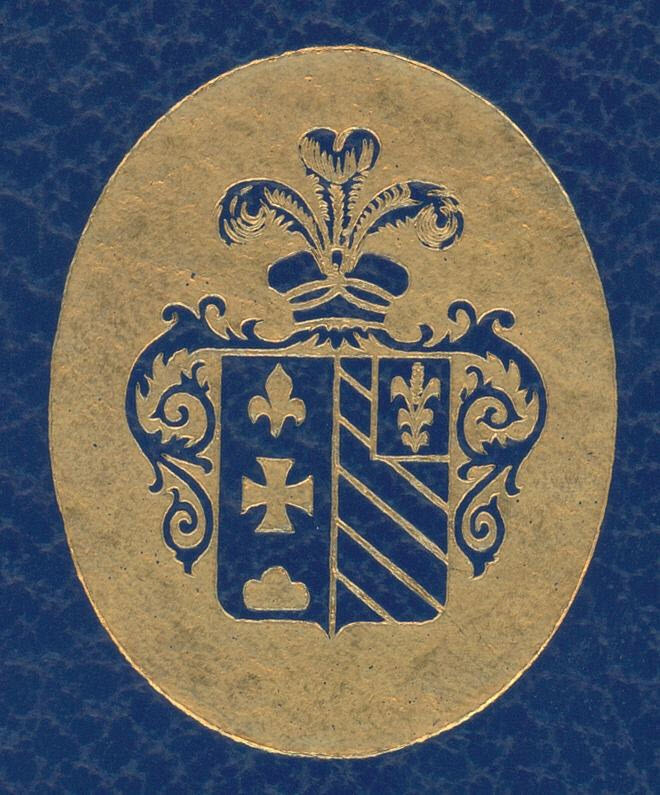
Escudo del Barón Hottinguer.

En 1833, el Barón Jean–Henri Hottinguer tomó las riendas de Hottingeur & Cie. En 1848, el banco compró Banque François-Marie Delessert y trasladó la casa familiar al Hôtel Hottinguer en la rue de la Baume en París. En 1866, Baron Rodolphe Hottinguer se hizo cargo del Hottinger Bank. En 1920, Henri Hottinger tomó el relevo de su padre al frente del grupo.

## Desarrollo internacional
Groupe Caisse d'Épargne, la primera caja de ahorros francesa, fue creada en París en 1818 por un grupo de bancos, financieros, reformadores sociales y filántropos que incluían a banque Delessert, Hottinger & Cie, Joseph Marie de Gérando, Jacques Laffitte, el duque de La Rochefoucauld-Liancourt, Rothschild y Vital Roux.
La Banque de l'Union Parisienne fue fundada el 5 de enero de 1904, con un capital inicial de 40 millones de francos. Société Générale de Belgique poseía el 15%, con los bancos privados parisinos de Hottinger, Mirabaud, Neuflize, Mallet y Vernes capitalizando este nuevo banco de inversión.
En 1968, buscando expandir las actividades bancarias privadas de la familia, Baron Henri Hottinguer (1934–2015) se mudó a Zúrich para establecer una nueva división Suiza de Hottinger Group, con Hottinger & Cie en Zúrich lanzando el 13 de diciembre de 1968.
En 1981, Baron Henri buscó expandir aún más el Grupo Hottinger al lanzar operaciones en Londres, Nueva York, Nassau y Luxemburgo, que fueron capitalizadas de forma independiente y reguladas en sus respectivas jurisdicciones por la Comisión de Vigilancia del Sector Financiero, el Comisión de Bolsa y Valores (SEC) y la Autoridad de conducta financiera (FCA) en el Reino Unido.
En 1982, Hottinger Group fusionó su división de seguros (Drouot Groupe) con Mutuelles Unies, convirtiéndose en Mutuelles Unies/Drouot, que posteriormente pasó a llamarse AXA en 1985.
En octubre de 1997, Credit Suisse tomó una participación del 70% en la división francesa de Hottinger Group, el Banque Hottinguer original, que cambió su nombre a Credit Suisse Hottinguer.  La participación restante del 30% se adquirió en 2001 cuando Credit Suisse ejerció su opción de tomar el 100% del control de la división francesa.
En 2008, con diferentes ramas de la familia Hottinguer involucradas en la propiedad y administración del Grupo Hottinger, Baron Henri Hottinger consideró necesario retomar el control. Más familia Siguieron desacuerdos, lo que resultó en que Rodolphe Hottinger renunciara a sus cargos ejecutivos en 2009 para establecer un negocio de gestión de riqueza competidor.
En 2015, la división suiza de Hottinger Group experimentó pérdidas significativas relacionadas con las actividades fraudulentas de una empresa externa de administración de activos, lo que finalmente condujo a la liquidación de la división suiza. Heritage Bank y Standard Chartered adquirió activos de clientes del liquidador designado.

## Del banco a la Family Office
Tras la muerte del barón Henri Hottinger en abril de 2015, su hijo Frédéric Hottinger heredó la gran mayoría de los bienes de su padre, en particular una participación mayoritaria en Hottinger Group. Al recibir su herencia, Frédéric Hottinger inició conversaciones de fusión con una oficina multifamiliar  (Archimedes Private Office). La Autoridad de Conducta Financiera (FCA) aprobó la fusión de Hottinger y Archimedes el 26 de julio de 2016 y Hottinger Group ahora mantiene oficinas en Londres, Dublín, Nueva York y Ginebra.
En 2016, la división luxemburguesa de Hottinger Group se vendió a Iteram Investments
En abril de 2019, Hottinger Group lanzó un servicio de consultoría de arte, Hottinger Art.
Grupo Edmond de Rothschild anunció la venta de su negocio de gestión patrimonial en el Reino Unido a Hottinger Group el 26 de octubre de 2021. La transacción, sujeta al consentimiento del regulador del Reino Unido, vería la transferencia de los clientes y el personal de Edmond de Rothschild Private Merchant Banking LLP a Hottinger.  En relación con esta transacción, Edmond de Rothschild adquirió una participación del 42,5% en Hottinger Group.

## Disputas Legales
El Asunto XYZ fue un escándalo político y diplomático que condujo a la Cuasi-Guerra de 1798 entre los franceses y los USA. Jean-Conrad Hottinger (conocido como X), contratado como diplomático francés por el ministro de Relaciones Exteriores francés, Charles-Maurice de Talleyrand, dirigió negociaciones con una comisión diplomática estadounidense que buscaba negociar términos con los franceses.  para cesar su prohibición naval del comercio estadounidense con Gran Bretaña.
En 2013, una empresa externa de gestión de activos estuvo involucrada en un escándalo de malversación de fondos. Fabien Gaglio, un banquero privado y accionista de la franquicia, confesó en enero de 2013 a la policía que dirigió un esquema Ponzi en sus propios términos durante 15 años y afirmó que había perdido todas las ganancias de su esquema. Gaglio fue condenado a 5 años en una prisión de Luxemburgo (la mitad en libertad condicional) y una multa de 150 000 €.